# La Concordia (quotidiano)
La Concordia è stato un quotidiano politico pubblicato a Torino dal 1847 al 1850.
Fondato da numerose persone di diversa estrazione sociale con l'intento di promuovere la pace sociale, come chiaramente enunciato dal titolo, gradualmente la parte moderata dei promotori uscirà dal giornale che finirà per diventare voce della sinistra. Fu fondatore e direttore il futuro deputato della sinistra democratica Lorenzo Valerio. La Concordia fu spesso in polemica con Il Risorgimento, il giornale fondato da Camillo Benso conte di Cavour. Arriverà a sostenere idee repubblicane e mazziniane.